# فالكياكوسكي

موقع فالكياكوسكي.

شعار فالكياكوسكي.

فالكياكوسكي (بالفنلندية: Valkeakoski) مدينة فنلندية. تقع في إقليم بيركنما. يبلغ عدد قاطنيها 20.932 ساكن، ويغطي نطاقها البلدي مساحة قدرها 372,04 كيلومتر مربع منها 100,06 ماء. وتبلغ الكثافة السكانية 76,96 نسمة في كيلومتر مربع.
البلدية أحادية اللغة وهي الفنلندية.

## التاريخ
من المعروف أن منطقة فالكياكوسكي قد أُهلت منذ العصر الحديدي. منذ أكثر من ألف سنة، خدمت قمم المرتفعات في المنطقة كأساس لحصن رابولا. في العصور الوسطى التالية، بلدة الطاحونة سآكسماكي كان مركز المنطقة. إلا أن التصنيع في نهاية القرن التاسع عشر زاد أهمية ما أصبحت مدينة فالكياكوسكي لمعاصرة. تم افتتاح قناة فالكياكوسكي سنة 1869 ، أُنجز أول طاحونة ورق سنة 1873، لتكون بداية لتقليد صناعة الغابات لاستمرار. بلدية سآكسماكي التي قد فـُصلت عن بلدية فالكياكوسكي في 1923 أعيد دمجها مع فالكياكوسكي سنة 1973.

## توأمة
لفالكياكوسكي اتفاقيات توأمة مع كل من:
- Hajdúszoboszló [الإنجليزية]‏
- كراغرو
- سوكول
- Vechelde [الإنجليزية]‏ منذ (1976 - )
- جيلينيا جورا
- نانتشانغ
- ماريهامن
- Region Gotland [الإنجليزية]‏

## مشاهير من فالكياكوسكي
- فيكو هاكولينن
- ميكا كاليو، متسابق دراجات نارية فنلندي، بسباقات الجائزة الكبرى.
- بنتي لينكولا
- إيرس سيهفونن، متزحلقة فنلندية سابقة على الجليد.
- إميل فيكستروم، نحات فنلندي

## معرض صور

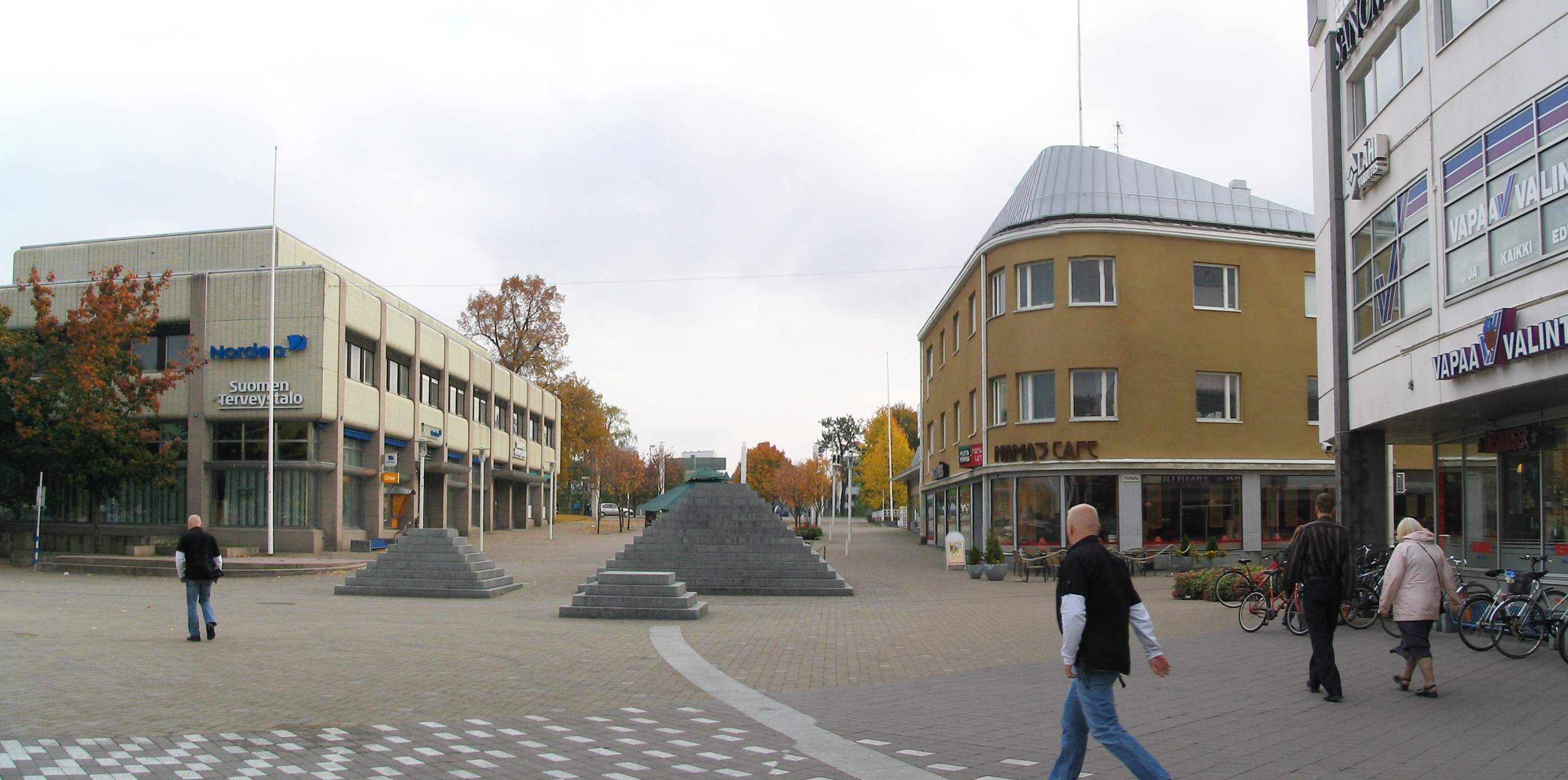
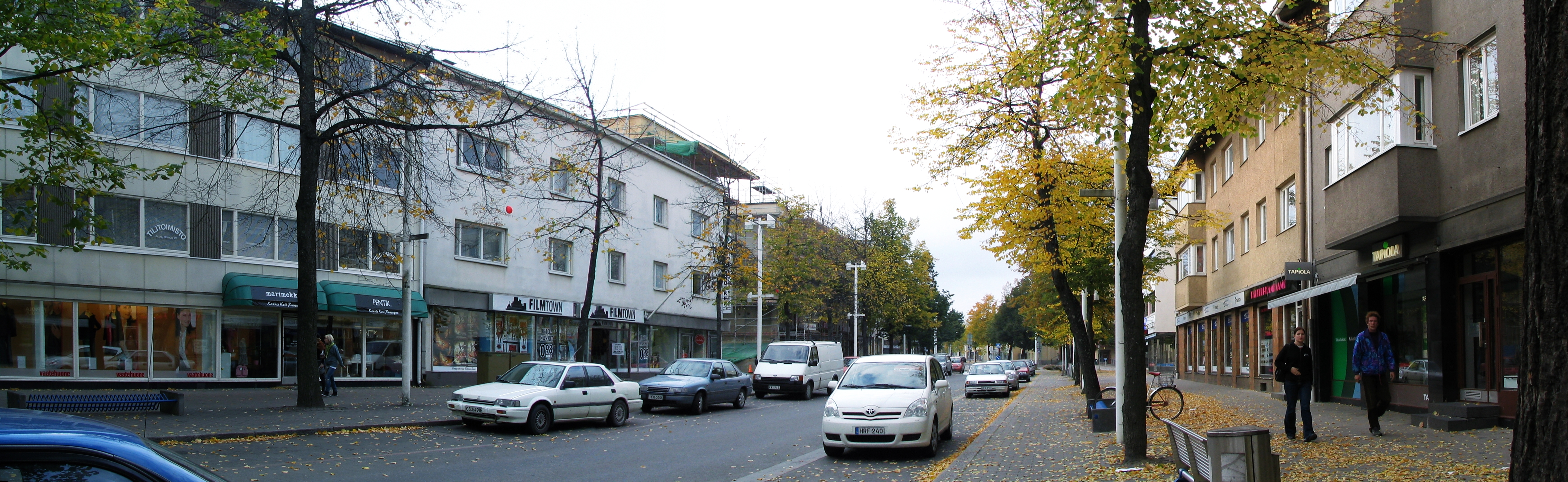
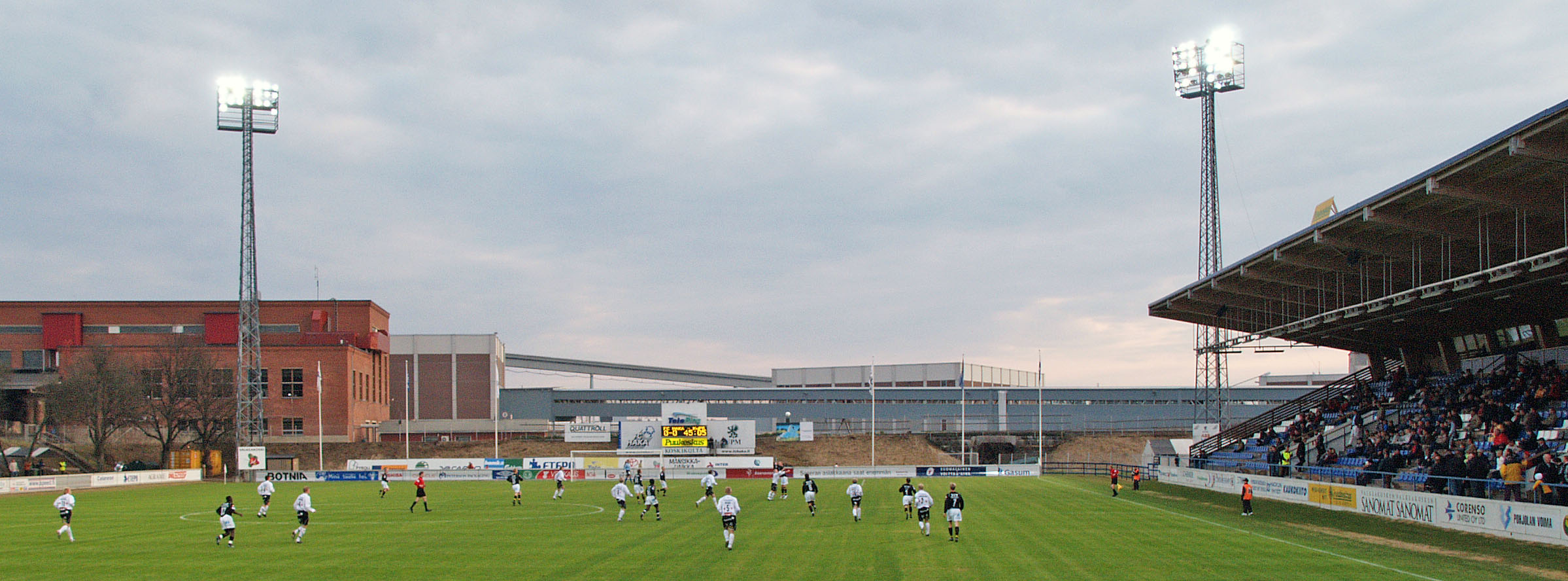
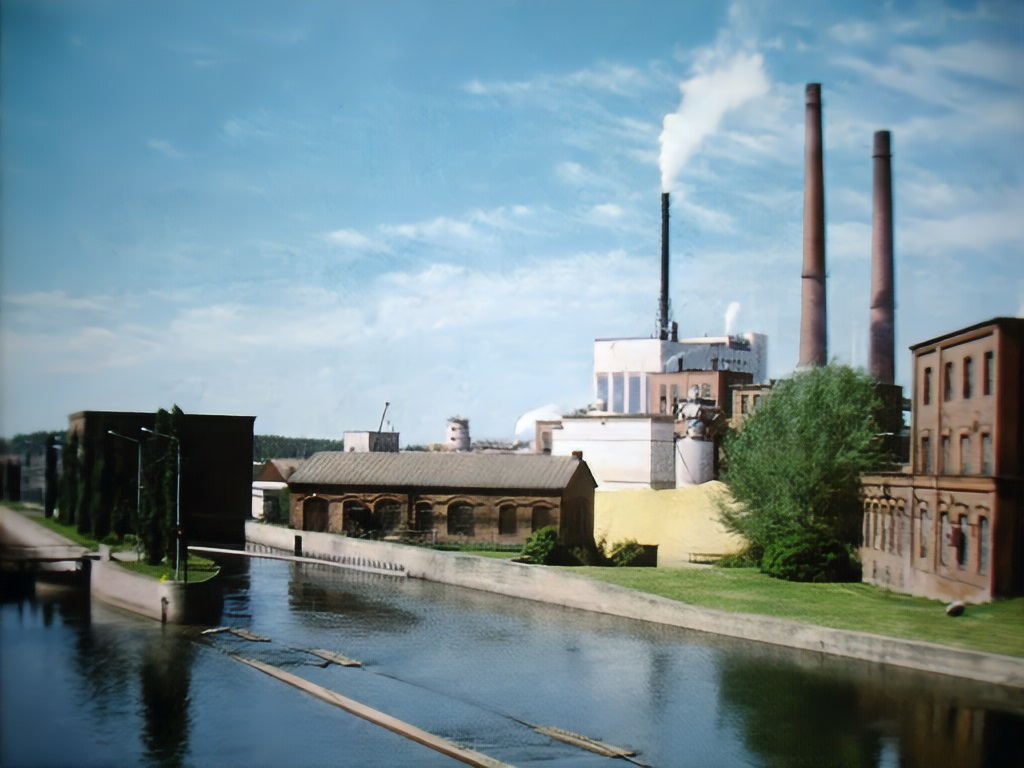

## أعلام
- فيكو هاكولينن
- ميكا كاليو
- ماتي أوريانا يونسو
- نيكلاس آجو